# Antonio Agliardi
Antonio Agliardi, né le 4 septembre 1832 à Cologno al Serio, dans l'actuelle province de Bergame, en Lombardie, alors dans le royaume lombard-vénitien et mort le 19 mars 1915 à Rome, est un cardinal italien.

## Biographie
Antonio Agliardi est nommé archevêque titulaire de Césarée-en-Palestine en 1884 et envoyé comme délégué apostolique aux Indes, puis comme nonce apostolique en Bavière en 1889 et en Autriche-Hongrie (en) en 1893.
Le pape Léon XIII le crée cardinal lors du consistoire du 22 juin 1896. Le cardinal Agliardi est préfet de l'économie de la Sacrée congrégation pour la propagation de la foi (Propaganda Fide), camerlingue du Sacré Collège en 1898-1899 et chancelier de 1908 jusqu'à sa mort. À ce titre, il est cardinal-prêtre de S. Lorenzo in Damaso.
Il participe au conclave de 1903, lors duquel Pie X est élu pape, et à celui de 1914 (élection de Benoît XV).

## Succession apostolique
Antonio Agliardi a ordonné les évêques suivants :
- Évêque Nicolaus Maria Pagani, S.I. (1885)
- Évêque Francesco Pozzi (de), P.I.M.E. (1887)
- Archevêque George Porter (de), S.I. (1887)
- Évêque Bernhard Beiderlinden (de), S.I. (1887)
- Évêque Giacinto Arcangeli (it) (1898)
- Évêque Pietro Berruti (it) (1898)
- Évêque Paolo Marco Tei, O.F.M.Cap. (1904)
- Évêque Achille Quadrozzi (1904)
- Archevêque Bernhard Christen, O.F.M.Cap. (1908)
- Archevêque Luigi Fantozzi, C.PP.S. (1909)
- Archevêque Pedro Armengol Valenzuela Poblete, O. de M. (1910)
- Évêque Paolino Tribbioli (it), O.F.M.Cap. (1913)
- Cardinal Basilio Pompilj (1913)
- Archevêque Francesco d'Errico (pl) (1914)